# Multi user dungeon
I multi user dungeon (abbreviato in MUD, talvolta inteso come acronimo di multi user dimension o domain) sono una categoria di videogiochi di ruolo eseguiti su Internet attraverso il computer da più utenti. Si tratta di giochi testuali, dove i giocatori interagiscono con il mondo e gli altri utenti digitando dei comandi da tastiera.
Molti utenti possono connettersi contemporaneamente a un MUD. Ognuno di essi controlla un personaggio che si muove in un mondo virtuale organizzato in stanze e zone (una zona è un raggruppamento di più stanze: per esempio, una zona può essere una città e le stanze che contiene possono esserne le vie e gli edifici), e può interagire coi personaggi degli altri utenti o con quelli gestiti dal computer, progredire (acquisendo abilità) oppure anche morire. Molti MUD prevedono la possibilità, per i giocatori più esperti, di collaborare alla vita del MUD in questione insieme agli amministratori del gioco: dopo che il personaggio di un giocatore ha raggiunto il massimo livello possibile, diviene un "immortale" o una "divinità" (possono volerci anni di gioco), e acquisisce una parte dei poteri che hanno gli amministratori. Di solito, gli immortali usano queste nuove capacità proponendo sfide agli altri giocatori, dette quest, organizzando gare e mettendo in palio ricompense e altri premi, oppure consigliando i nuovi giocatori, a loro discrezione.

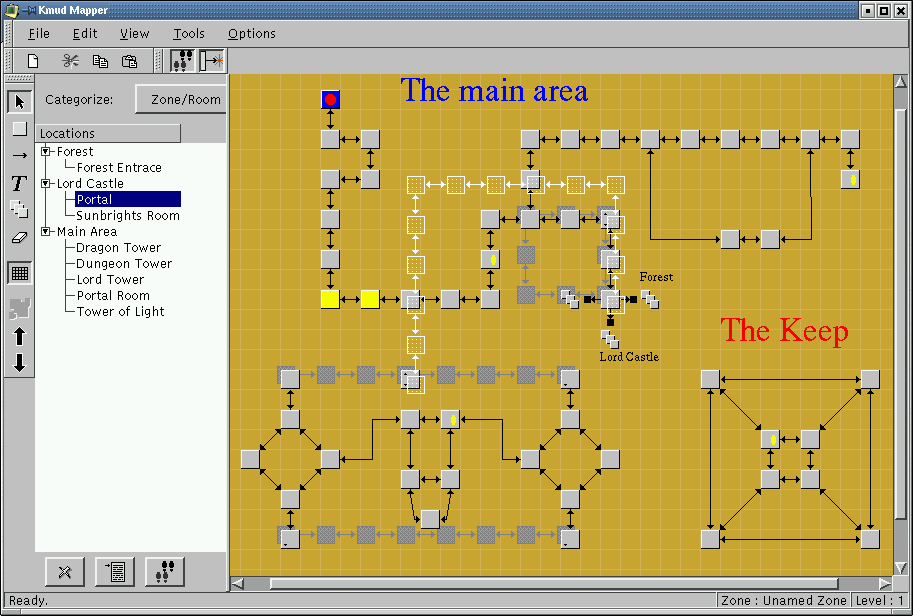
Kmud, un client grafico MUD per KDE

Alcuni MUD dispongono di comandi che consentono l'accessibilità anche a giocatori non vedenti o ipovedenti, permettendo loro di giocare e interagire con gli altri utenti.

## Storia dei MUD
Il primo MUD (chiamato proprio M.U.D., in seguito meglio noto come MUD1) apparve nel 1978, compilato in BCPL. I MUD crebbero di popolarità durante i primi anni ottanta, quando i personal computer divennero relativamente economici e comparvero i primi modem, che permisero la connessione alle prime BBS.
Lo sviluppo dei MUD avvenne prevalentemente in ambito accademico ed in particolare presso l'Università dell'Essex dove veniva giocato da parecchie persone, anche esterne all'università stessa. Scherzosamente MUD cambiò significato in "Multi-Undergrad Destroyer" poiché il tempo dedicatogli dagli studenti aumentava sempre più allontanandoli dal completamento degli studi.
Lo sviluppo del primissimo MUD è attribuito a Roy Trubshaw e Richard Bartle, dell'Università dell'Essex, che lo scrissero per un DEC PDP-10  come estensione multiutente di un altro gioco per PDP-10 chiamato Dungeon, che venne successivamente distribuito da Infocom sotto il nome di Zork. Zork a sua volta era ispirato ad un altro gioco testuale conosciuto come Colossal Cave Adventure.
Questi giochi, sia mono che multi-utente, traevano ispirazione dai giochi di ruolo da tavolo come Dungeons & Dragons che proprio in quegli anni avevano raggiunto una notevole popolarità (Advanced Dungeons & Dragons (AD&D) venne pubblicato nel 1977).
Il legame così stretto tra i MUD e i giochi di ruolo da tavolo continuò negli anni anche grazie all'introduzione di nuove ambientazioni per AD&D. Tra queste ebbero particolarmente fortuna le ambientazioni di Forgotten Realms e Dragonlance. Vennero sviluppati MUD anche sulla base degli altri giochi di ruolo che venivano alla luce come Vampiri: la masquerade, e Middle-earth Role Playing.
Nel 1985 apparve SHADES, il primo MUD commerciale accessibile dalla rete Prestel.
Sebbene gli scorsi anni abbiano visto un declino della popolarità dei MUD in favore delle avventure grafiche, i MUD continuano ad attrarre giocatori e sono accessibili tramite client telnet standard o con i client MUD specializzati.

## Evoluzioni
Il tempo ha portato allo sviluppo di evoluzioni, sempre testuali, dei MUD: LPMud, MUCK, MUSH, e MUD Object Oriented (MOO).
I MUSH (multi-user shared habitat) derivano dal programma TinyMUD e risalgono ai primi anni novanta. Sono più orientati all'interpretazione rispetto ai MUD classici. I giocatori sono molto attenti a creare i propri personaggi il più accuratamente possibile.
Il MUCK (Multi User Chat Kingdom) è pure una derivazione di TinyMUD, ma enfatizza l'interazione tra gli utenti piuttosto che non il compiere azioni o porre domande. Si differenziano dalle chat IRC per l'ambientazione che viene fornita ai giocatori.
Altre varianti mettono a disposizione dei giocatori un linguaggio di programmazione che gli permette di creare i propri oggetti ed ambienti.
Per indicare tutte queste varianti viene spesso usato il termine MU*.

### MUD Grafici
Un MUD Grafico è un MUD che utilizza la grafica computerizzata per rappresentare parte degli ambienti in cui si svolge la simulazione. Il primo di questi fu Habitat, scritto nel 1985 da Randy Farmer e Chip Morningstar per la Lucasfilm. I MUD grafici necessitano di un client specializzato. Questi possono semplicemente migliorare l'interfaccia utente così come riprodurre in 3D l'intero mondo simulato.
Al giorno d'oggi, dove i computer sono molto potenti e la connettività internet è pressoché disponibile ovunque, sono stati sviluppati i MMORPG.

### RPI MUD
Una variante poco conosciuta dei MUD sono i RPI MUD (Role-Play Intensive Multi-User Dungeon) che si differenziano dai classici MUD. Gli RPI, infatti, pongono come obiettivo la collaborazione tra i giocatori per completare avventure molto complesse e multi livello piuttosto che guadagnare punti e livelli semplicemente combattendo contro mostri, come invece avviene nei MUD classici.
La gran parte degli RPI MUD non si basa su livelli e classi, ma si concentra, piuttosto, sulle capacità ed abilità che i giocatori possono sviluppare durante la vita dei loro personaggi. Gli RPI tendono a valorizzare l'interpretazione e l'interazione con il mondo circostante e tendono a rendere difficoltosa la comunicazione slegata dal gioco tra i giocatori.
Questo genere di MUD può essere paragonato ad una grande opera teatrale dove i giocatori ricoprono contemporaneamente il ruolo di attori e di spettatori.

## I MUD in Italia
Il primo MUD in lingua, aree e comandi italiani, Necronomicon, è apparso su Videotel dal 1990 al 1994; (dal 2001 è on-line anche su internet con il nome Neonecronomicon).
Nel 1994 compare su Internet Lumen et Umbra., che per primo presenterà su Internet delle aree in italiano e rimarrà per un decennio tra i più importanti nel panorama videoludico nazionale; verrà affiancato nel 1996 da Clessidra', il primo a presentare su Internet l'intero mud completamente in italiano, poi seguito da molti altri.
Nel 2000 viene messa online la prima versione di The Gate, che offrirà per la prima volta agli utenti un client grafico dedicato con cui connettersi, pur rimanendo accessibile via telnet; seguirà una nuova generazione di MUD grafici, tra cui Isylea (affermatosi successivamente alla chiusura di The Gate, dal 2005 al 2012) chiuso definitivamente nel 2020. Tra i primi MUD italiani a fornire servizi di accessibilità per ipovedenti c'è Equilibrium.